# Adama Traoré (football, 05-06-1995)
Pour les articles homonymes, voir Adama Traoré et Traoré.
Adama Traoré, né le 5 juin 1995 à Bamako, est  un footballeur international malien évoluant au poste d'attaquant au Ferencváros TC.

## Biographie

### En club
Formé au CO Bamako, Adama Traoré rejoint le club congolais du TP Mazembe en 2013. Il gagne trois championnats nationaux, une ligue des champions de la CAF, deux Coupes de la confédération et une Supercoupe de la CAF en cinq ans.
En août 2018, il s'engage pour quatre saisons au FC Metz, club pensionnaire de Ligue 2. Confronté à un faible temps de jeu (quatre matchs disputés), il est prêté en janvier 2019, jusqu'à la fin de saison à l'US Orléans, également en Ligue 2. Le 15 mars 2019, il joue son premier match avec Orléans, lors de la victoire à l'extérieur 4-1 contre Valenciennes FC au stade du Hainaut, en remplaçant Anthony Le Tallec à la 88e minute de jeu.
En dépit de ses performances remarquées (4 buts avec les Aigles en 2019), le joueur dispose de très peu de temps de jeu avec le FC Metz.
Début 2020, Adama Traoré est prêté au Al-Adalah FC, il joue très régulièrement, mais le club reste bon dernier du championnat.

### En sélection
Le 6 juillet 2013, il débute avec l'équipe du Mali face à la Guinée lors d'une victoire 3–1, pour les qualifications (en) au Championnat d'Afrique des nations 2014. Lors de cette dernière compétition, il inscrit son premier but en sélection face au Nigeria (victoire 2-1) le 11 janvier 2014. Le 9 septembre 2018, il marque son second but lors des qualifications à la Coupe d'Afrique des nations de 2019, face au Soudan du Sud (victoire 3-0).
Il dispute également la Coupe d'Afrique des nations des moins de 23 ans 2015 avec l'équipe du Mali des moins de 23 ans. Il joue trois matchs lors de cette compétition, le Mali n'enregistrant qu'une seule victoire, contre l'Égypte.
En 2019, il prend part à la coupe d'Afrique des nations en Égypte (CAN 2019) et marque un but somptueux contre la Mauritanie. Il est très régulièrement buteur en équipe nationale du Mali bien qu'évoluant sur le côté droit de l'attaque des Aigles.

### Style de jeu
Adama est un joueur technique, il est puissant et très bon dans la conservation du ballon notamment sur les phases offensives. Il possède une très bonne qualité de frappe de balle, notamment sur les frappes enroulées.[réf. nécessaire]

## Palmarès
| TP Mazembe (7) | FC Sheriff Tiraspol (3) | Ferencváros TC (2)                                                                         |
| --- | --- | ------------------------------------------------------------------------------------------ |
| - Championnat de République démocratique du Congo (3) - Champion : 2014, 2016, 2017 - Ligue des champions de la CAF (1) - Vainqueur : 2015 - Coupe de la confédération (2) - Vainqueur : 2016, 2017 - Supercoupe de la CAF (1) - Vainqueur : 2016 - Finaliste : 2017 | - Championnat de Moldavie (2) - Champion : 2021, 2022 - Coupe de Moldavie (1) - Vainqueur : 2022 - Finaliste : 2021 - Supercoupe de Moldavie - Finaliste : 2021 | - Championnat de Hongrie (2) - Champion : 2023, 2024 - Coupe de Hongrie - Finaliste : 2024 |

## Buts internationaux
| 1er | 11 janvier 2014  | Cape Town Stadium, Le Cap, Afrique du Sud | Nigeria       | V 2 - 1 | 2-0 | Championnat d'Afrique des nations 2014                  |
| 2e  | 9 septembre 2018 | Stade de Djouba, Djouba, Soudan du Sud    | Soudan du Sud | V 3 - 0 | 3-0 | Qualifications à la Coupe d'Afrique des nations de 2019 |